# Зевс Отриколийский
Зевс Отриколийский (Зевс из Отриколи) — древнеримский мраморный бюст, найденный в 1775 году в городке Отриколи (Умбрия, Италия)  во время раскопок, организованных Папой Римским Пием VI. Бюст доступен для осмотра в зале Ротонда музея Пио-Клементино, одного из музеев Ватикана.

## История и описание
Предполагается, что бюст является римской копией эллинистического оригинала. При этом Зевс Отриколийский практически идентичен голове и верхней части античной статуи Зевса (Юпитера), хранящейся в Государственном Эрмитаже в Санкт-Петербурге.
Обе статуи при этом имеют заметные отличия как от иконографии Юпитера Капитолийского (восходящей к статуе Юпитера из главного храма Рима), так и от несохранившейся статуи Зевса Олимпийского, созданной Фидием и признанной в древности одним из семи чудес света.
Хотя исторически и Зевса Отриколийского и эрмитажного Юпитера пытались провозгласить поздними копиями Зевса Олимпийского, сохранившиеся нумизматические репродукции (изображения на монетах) и античные описание статуи из храма Зевса в Олимпии предполагают иное. Нельзя исключать, что эрмитажная статуя Юпитера, найденная на вилле Домициана, иконографически восходит к статуе Юпитера из римского храма Юпитера-хранителя, основным ктитором которого как раз и являлся император Домициан.
В Новое время бюст Зевса Отриколийского неоднократно копировался (имеется его повторение, например в Строгановском дворце в Санкт-Петербурге) и воспроизводился в учебных целях художниками (в том числе, В. Е. Маковским).